# Seestraße (Dresden)
Die Seestraße ist eine Straße im Stadtzentrum von Dresden. Sie liegt in der Inneren Altstadt (Gemarkung Altstadt I).

## Verlauf
Die Seestraße beginnt in der Südwestecke des Altmarkts und führt nach Süden bis zum Verkehrszug Dr.-Külz-Ring/Waisenhausstraße, wo sie in die Prager Straße übergeht. Die Fortsetzung nördlich des Altmarkts ist die Schloßstraße.

## Verkehr

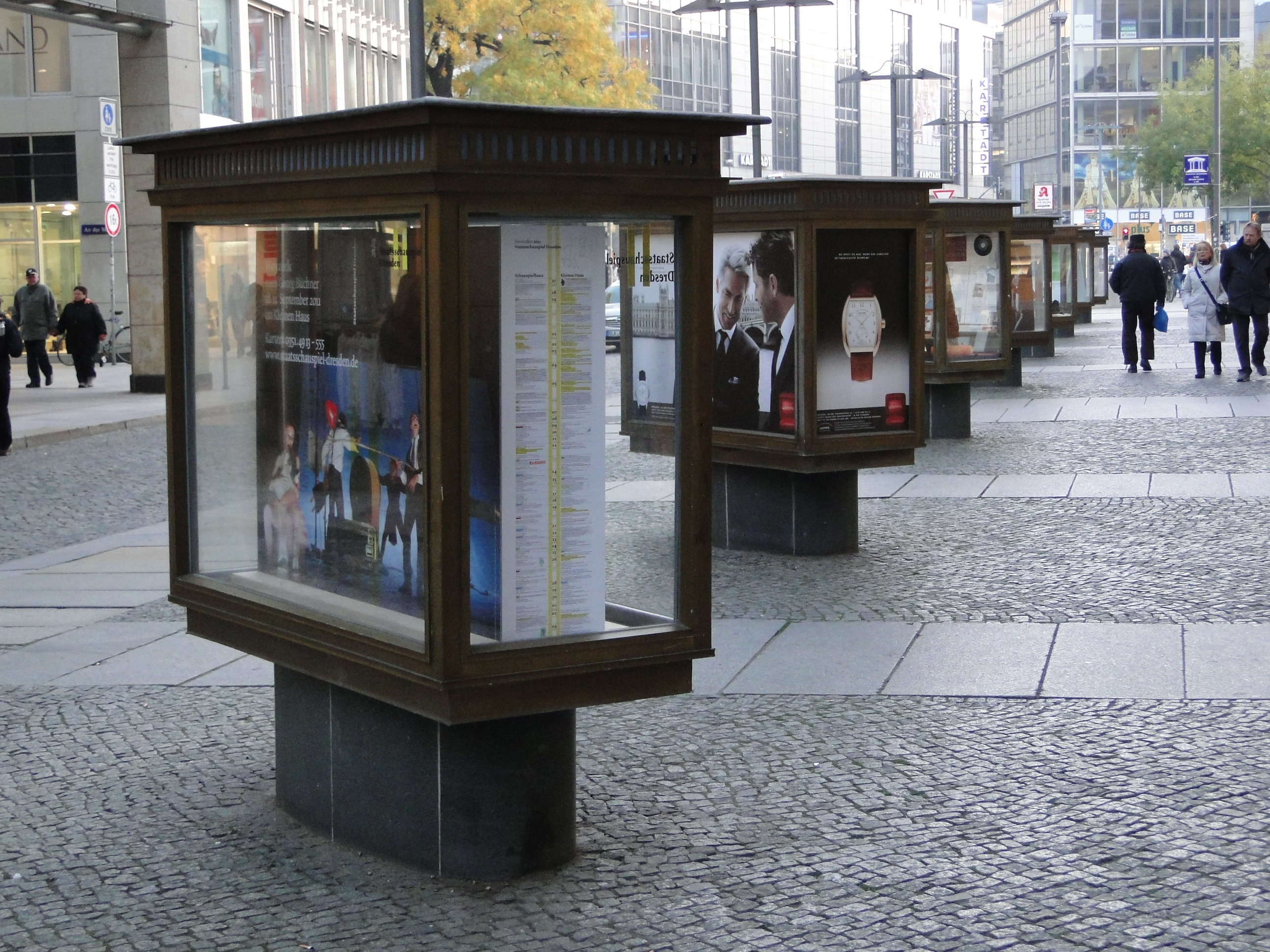
Denkmalgeschützte Vitrinen vor der Seestraße 12–16, 2011

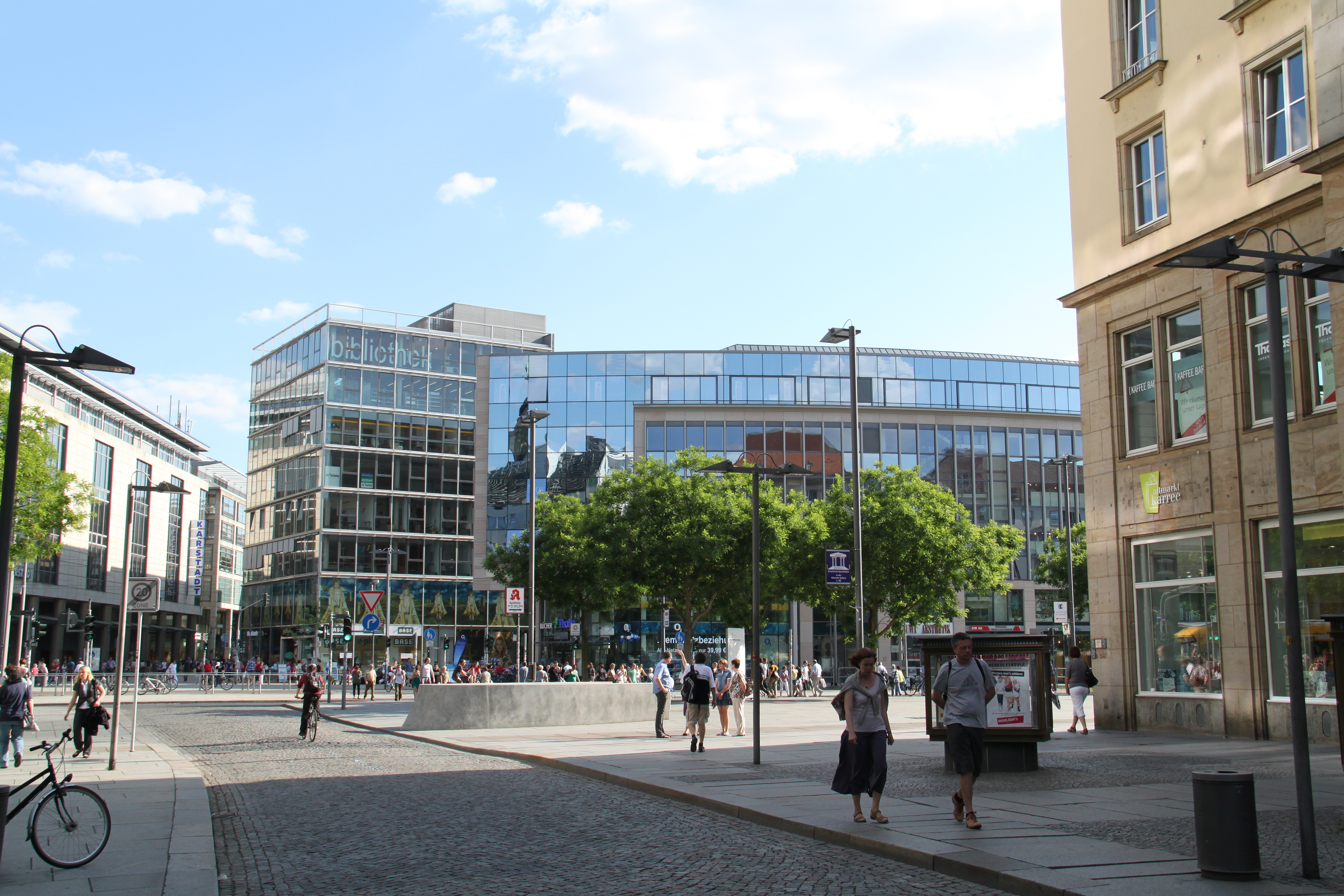
Südlicher Teil der Seestraße, Blick zur Prager Straße, 2012

Für den Kraftverkehr spielt die schmale Seestraße eine verschwindend geringe Rolle. Durchgangsverkehr ist kaum vorhanden, häufiger ist Lieferverkehr für anliegende Geschäfte zu beobachten. Als Teil der innenstädtischen Flaniermeile vom Dresdner Hauptbahnhof am Wiener Platz über Prager Straße, Altmarkt, Schloßstraße, Augustusbrücke und Hauptstraße bis zum Albertplatz gibt es an der Seestraße viele Fußgänger.

## Gestaltung
Die Seestraße wurde mit historischem Granit-Pflaster versehen. Ihre Fußwege bestehen aus Granitplatten bzw. -pflaster. Sie ist nicht begrünt. Eine Besonderheit sind die sieben in den 1950er Jahren für Werbezwecke vor den Häusern Seestraße 12–16 aufgestellten Vitrinen (Schaukästen). Sie stehen unter Denkmalschutz (vgl. Liste der Kulturdenkmale in der Inneren Altstadt). Im Juni 2011 wurde zudem Franka Hörnschemeyers Kunstwerk „Trichter“ eingeweiht. Es besteht aus einer Treppe, die auf ein Podest unter die Seestraße führt, von wo aus man durch eine gewölbte Glasscheibe einen Kanal der Stadtentwässerung betrachten kann.

## Bebauung
Auf der Westseite der Seestraße – nördlich des Dr.-Külz-Rings – steht der 300 Meter lange Gebäudekomplex Altmarkt 21–25 / Seestraße 2–16, der im Centrum-Warenhaus an der Ecke Wilsdruffer Straße seinen nördlichen Abschluss findet. Diese Wohn- und Geschäftshäuser mit Ladenzone in geschlossener Bebauung sind als Kulturdenkmale geschützt. Die Häuserzeile wurde unter der ursprünglichen Adresse Altmarkt 13–25 von 1953 bis 1958 nach Entwürfen der Architekten Johannes Rascher, Gerhard Guder und Gerhard Müller errichtet. Aus der Gebäudefront ragen die Häuser Seestraße 8 und 10 mit dem Café Prag bis fast an den Straßenrand der Seestraße hervor. Der Fußweg verläuft laubengangartig unter ihnen hindurch. Nördlich davon schließen sich im Erdgeschoss Arkaden an, hinter denen Läden untergebracht sind. In Anlehnung an die Dresdner Bautradition erhielten die siebengeschossigen Bauten eine Sandstein-Putz-Fassade. Sie wurden im Stil des Sozialistischen Klassizismus ausgeführt, der historisierend den Dresdner Barock zitiert. Direkt hinter ihnen, also auf ihrer Hofseite, steht das 2002 eröffnete Einkaufszentrum Altmarkt-Galerie, in das bis 2011 unter anderem das alte Centrum-Warenhaus integriert wurde.
Im nördlichen Teil der Seestraßenostseite, zwischen Altmarkt und Kramergasse, steht das Geschäftshaus Altmarkt 10, ein 1999/2000 nach Plänen von Gerkan, Marg und Partner errichtetes Gebäude. Insbesondere wegen seines stufenartigen Dachs, aber auch wegen des sachlich-strengen, kantigen Erscheinungsbilds bezeichnet der Volksmund das Bauwerk als „Legohaus“. Entlang der Seestraße zieht sich über das Erd- und erste Obergeschoss eine Arkade mit wuchtigen Pfeilern. Südlich der Kramergasse setzt sich die Arkade auch im Nachbargebäude fort, einem 1998 eröffneten, nach Entwürfen des Essener Büros Nattler Architekten errichteten C&A-Kaufhauses mit der Adresse Seestraße 7. Es reicht bis zur Straße An der Mauer. Südlich davon schließt sich die Westseite des Bürohauses Dr.-Külz-Ring 15 an.

## Geschichte

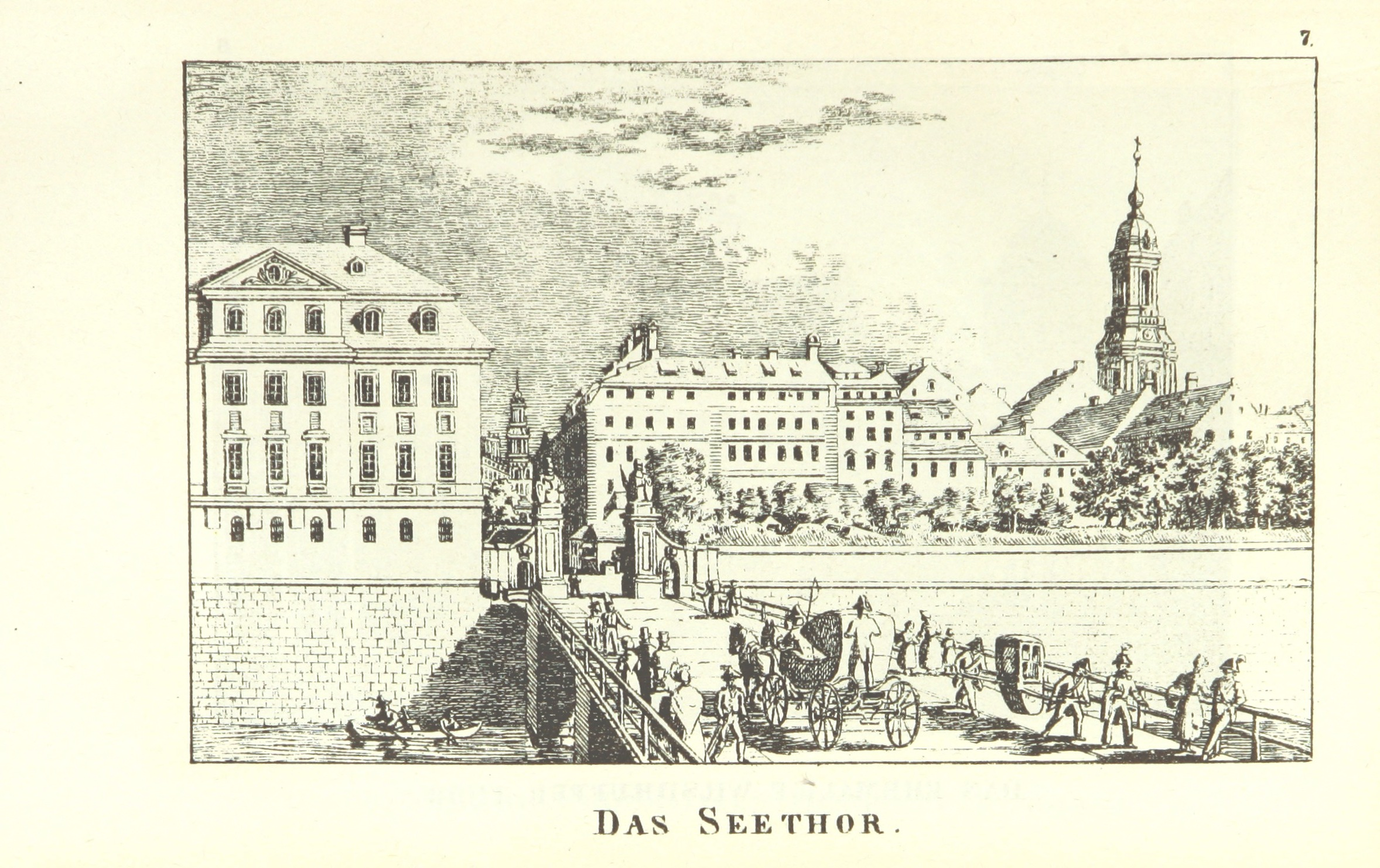
Seetor mit Wassergraben

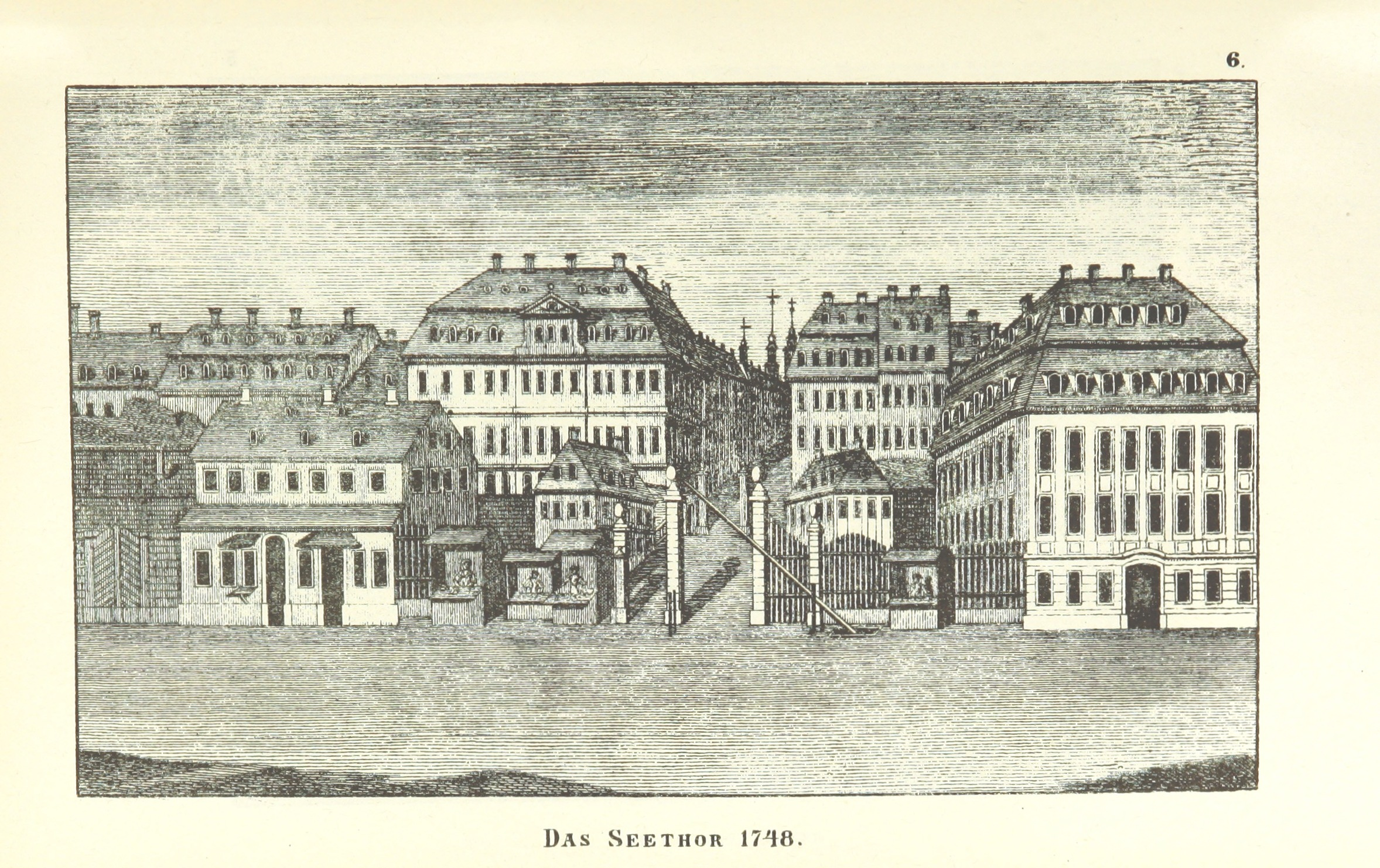
Seetor 1748

Der ursprüngliche Name des 1324 erstmals erwähnten Verkehrswegs lautete Seegasse. Benannt ist sie nach dem Alten Teich/See, auch als Oberer See bezeichnet. Dieses Gewässer lag im Seegraben und wurde wahrscheinlich schon zu Beginn des 16. Jahrhunderts trockengelegt. Es war darüber hinaus Namensgeber des Seetors, der Oberseer Gemeinde und schließlich auch des unter anderem aus dieser Gemeinde hervorgegangenen Stadtteils Seevorstadt, der sich von der Annenkirche bis zur Bürgerwiese erstreckt.
Die See- und Elbgasse (heute Schloßstraße) bildeten den einzigen geraden und durchgängigen Verkehrszug Dresdens. Allerdings blieb besonders der Abschnitt entlang der Seegasse lange Zeit unbedeutend. Das 1403 erstmals erwähnte Seetor an deren südlichem Ende war Teil der Dresdner Befestigungsanlagen und wurde infolge der mangelnden Auslastung 1550 zugemauert. Melchior Trost wandelte seinen Turm in ein Gefängnis um. Erst 1747/48 wurde es wieder geöffnet und nach Plänen von Johann Georg Maximilian von Fürstenhoff umgestaltet, woraufhin auch der Verkehr an der Seegasse zunahm. Das Seetor wurde ebenso wie die angrenzenden Festungsbauten 1821 abgebrochen.
Ab etwa 1830 hieß die heutige Seestraße dann Innere Seegasse. Als Äußere Seegasse wurde damals der zwischen Prager Straße und Dippoldiswalder Platz gelegene Abschnitt der heutigen Waisenhausstraße bezeichnet. Bereits 1840 wurde die Äußere Seegasse der Waisenhausstraße zugeschlagen, woraufhin die Innere Seegasse wieder ihren ursprünglichen Namen bekam. Seit 1858 heißt sie schließlich Seestraße.
Die Seestraße war als Teil des historischen Stadtkerns dicht bebaut. Bekannte Besitzer von Häusern an der Straße waren Hans Haubold von Einsiedel, George Bähr und Ludwig Christoph von Burgsdorff, bei dem 1813 auch Goethe zweimal zu Gast war. Von 1873 bis 1878 hatte dort das Bankhaus Gebrüder Arnhold seinen Sitz. Im Jahre 1903 wurde nahe dem südlichen Ende der Seestraße das 1945/46 zerstörte Bismarck-Denkmal von Robert Diez aufgestellt. Um 1900 fiel der Entschluss, die Seestraße wegen des gestiegenen Verkehrsaufkommens zu verbreitern, was den Abriss einiger Gebäude erforderlich machte, darunter des Besserschen Hauses an der Ecke zum Altmarkt. An der Seestraße 11/13 entstand 1926 zudem das Kino Zentrum-Lichtspiele, für das vier Häuser abgerissen wurden. 
Den südwestlichen Abschluss der Straße unmittelbar an der Wallmauer bildete das Saulsche Haus. In den Jahren 1752/53 für den Legationsrat von Saul errichtet, gilt es als letztes Werk Johann Christoph Knöffels. Es stand südlich der damals auch westlich der Seestraße weiterführenden Gasse An der Mauer, auf seiner Südseite schloss sich nach der Niederlegung („Demolition“) der Festungsanlagen eine Parkanlage an. Vorübergehend diente es als Ministerhotel. Nach Plänen von Oskar Pusch wurde es 1924 zur Sächsischen Staatsbank umgebaut. Wie alle anderen Gebäude an der Seestraße wurde es bei den verheerenden Luftangriffen auf Dresden im Februar 1945 zerstört, die Grundstücke wurden in den folgenden Jahren von den Trümmern der Ruinen beräumt. Die Stadtplaner der frühen DDR-Zeit verdoppelten die Altmarktfläche nach Süden hin, so dass die östliche Straßenseite der Seestraße bis um das Jahr 2000 unbebaut blieb. Die Wiederbebauung auf der Westseite der Seestraße erfolgte in den 1950er Jahren. Allerdings hieß die dort geschaffene Gebäudezeile Altmarkt 21–25 / Seestraße 2–16 ursprünglich Altmarkt 13–25; die Seestraße war in jener Zeit ihrem Namen nach nicht vorhanden und als Stadtraum dem Altmarkt zugeschlagen worden.